# Cyanophrys pastor
Cyanophrys pastor är en fjärilsart som beskrevs av Butler och Druce 1872. Cyanophrys pastor ingår i släktet Cyanophrys och familjen juvelvingar. Inga underarter finns listade i Catalogue of Life.